# Alto-Falante (programa de televisão)
Alto-Falante é um programa de televisão da Rede Minas, apresentado pelo jornalista, apresentador e criador do programa, Terence Machado.
Dedicado à música, o programa apresenta vídeos, entrevistas e quadros com diferentes temas. O programa permaneceu dez anos na grade de programação da TV Cultura, antes de migrar de emissora para TV Brasil. Desde a sua criação, em 1997, o programa é produzido e exibido pela Rede Minas.

## História
O programa original começou em 1997, quando o jornalista Terence Machado estreou o programa de TV Alto-Falante na Rede Minas. Com formato de revista, o programa trouxe, desde o início, cobertura do rock nacional e internacional. Quadros variados e informativos, reportagens, clipes musicais e críticas, argumentando principalmente o rock e suas vertentes. A equipe do Alto-Falante sempre fala das novidades do mundo do rock e presta uma dedicação especial aos festivais de música do Brasil e do mundo.
Em 1999, o Alto-falante passou a ser transmitido também pela TV Cultura, ganhando projeção nacional.
O programa ganhou sua versão em áudio na webrádio Pelo Mundo, a partir de 2005; expandindo para as ondas moduladas em 2006, pela extinta Geraes FM. Depois de uma passagem pela 98 FM, o programa de rádio do Alto-falante foi transmitido também pela Rádio UFMG Educativa.
Em 2009, o programa sai da TV Cultura, após uma década, para ser apresentado pela TV Brasil na EBC.

## Quadros
HTTP
Este quadro revela o que surge de bom em todos os espaços da Internet.
Garimpo
Quadro reservado para divulgar artistas independentes, que estão no underground.
Enciclopédia do rock
Apresentado por Adriano Falabella o quadro traz as histórias das bandas famosas do gênero do rock.
Forno
Traz todos os lançamentos musicais atuais.
DNA
Neste quadro, artistas, falam dos discos que influenciaram suas carreiras.
Ferramenta
Fala de várias dicas, para vários instrumentos musicais.
Riffs
Apresentado por diferentes músicos independentes, o quadro é dedicado aos riffs mais famosos da história do rock.